# Ləcət (Xaçmaz)
Ləcət è un comune dell'Azerbaigian situato nel distretto di Xaçmaz. Conta una popolazione di 2 637 abitanti.